# بی‌ان‌اس آلکا
بی‌ان‌اس آلکا (به انگلیسی: BNS Ulka) یک کشتی است.